# Maxime Godart
Maxime Godart (Compiègne, 2 ottobre 1999) è un attore francese, famoso per aver interpretato il personaggio di Nicolas nel film del 2009 Il piccolo Nicolas e i suoi genitori.

## Biografia
Godart nasce il 2 ottobre 1999 a Compiègne in Francia. Iniziò a recitare da bambino nel film del 2009 ‘’Il piccolo Nicolas e i suoi genitori’’ interpretando il protagonista Nicolas. Successivamente dopo il film "Il piccolo Nicolas e i suoi genitori", Godart recitò nel film del 2010 Les Meilleurs Amis Du Monde. Sempre nel 2010, Godart recita in una serie TV chiamata Le Grand Restaurant. Nel marzo 2017, Godart è diventato patrono dell'associazione Coming Alive.

## Filmografia

### Cinema
- Il piccolo Nicolas e i suoi genitori (Le Petit Nicolas), regia di Laurent Tirard (2009)
- Les Meilleurs Amis du monde, regia di Julien Rambaldi, (2010)

### Televisione
- Le Grand Restaurant (2010)